# Sano Kaishu
Sano Kaishu (sinh ngày 30 tháng 12 năm 2000) là một cầu thủ bóng đá người Nhật Bản.

## Sự nghiệp câu lạc bộ
Sano Kaishu hiện đang chơi cho FC Machida Zelvia.